# Campionat d'Europa d'atletisme de 1966
El Campionat d'Europa d'atletisme de 1966 fou la vuitena edició del Campionat d'Europa d'atletisme organitzat sota la supervisió de l'Associació Europea d'Atletisme. La competició es dugué a terme entre els dies 30 d'agost i 4 de setembre de 1966 al Nép Stadium de Budapest (Hongria).

## Nacions participants
Hi participaren un total de 769 atletes de 29 nacions diferents.
| - Alemanya Occidental (74) - Alemanya Oriental (61) - Albània (20) - Àustria (11) - Bèlgica (16) - Bulgària (14) - Dinamarca (7) - Espanya (7) | - Finlàndia (16) - França (52) - Gibraltar (1) - Grècia (15) - Hongria (68) - Islàndia (3) - Irlanda (8) | - Itàlia (35) - Iugoslàvia (13) - Luxemburg (3) - Noruega (15) - Països Baixos (19) - Polònia (56) - Portugal (1) | - Regne Unit (57) - Romania (18) - Suècia (25) - Suïssa (13) - Turquia (10) - Txecoslovàquia (49) - Unió Soviètica (83) |

## Medallistes

### Categoria masculina
| Prova                   | Or                                                                            | Or        | Plata                                                                       | Plata     | Bronze                                                                     | Bronze    |
| 100 metres              | Wiesław Maniak (POL)                                                          | 10.5      | Roger Bambuck (FRA)                                                         | 10.5      | Claude Piquemal (FRA)                                                      | 10.5      |
| 200 metres              | Roger Bambuck (FRA)                                                           | 20.9      | Marian Dudziak (POL)                                                        | 21.0      | Jean-Claude Nallet (FRA)                                                   | 21.0      |
| 400 metres              | Stanisław Grędziński (POL)                                                    | 46.0      | Andrzej Badeński (POL)                                                      | 46.2      | Manfred Kinder (RFA)                                                       | 46.3      |
| 800 metres              | Manfred Matuschewski (RDA)                                                    | 1:45.9    | Franz-Josef Kemper (RFA)                                                    | 1:46.0    | Bodo Tümmler (RFA)                                                         | 1:46.3    |
| 1500 metres             | Bodo Tümmler (RFA)                                                            | 3:41.9    | Michel Jazy (FRA)                                                           | 3:42.2    | Harald Norpoth (RFA)                                                       | 3:42.4    |
| 5000 metres             | Michel Jazy (FRA)                                                             | 13:42.8   | Harald Norpoth (RFA)                                                        | 13:44.0   | Bernd Diessner (RDA)                                                       | 13:47.8   |
| 10.000 metres           | Jürgen Haase (RDA)                                                            | 28:26.0   | Lajos Mecser (HUN)                                                          | 28:27.0   | Leonid Mikitenko (URS)                                                     | 28:32.2   |
| 110 m. tanques          | Eddy Ottoz (ITA)                                                              | 13.7      | Hinrich John (RFA)                                                          | 14.0      | Marcel Duriez (FRA)                                                        | 14.0      |
| 400 m. tanques          | Roberto Frinolli (ITA)                                                        | 49.8      | Gerd Lossdorfer (RFA)                                                       | 50.3      | Robert Poirier (FRA)                                                       | 50.5      |
| 3.000 m. obstacles      | Viktor Kudinskiy (URS)                                                        | 8:26.6    | Anatoliy Kuryan (URS)                                                       | 8:28.0    | Gaston Roelants (BEL)                                                      | 8:28.0    |
| relleus 4x100 m. llisos | FrançaMarc Berger · Jocelyn Delecour · Claude Piquemal · Roger Bambuck        | 39.4      | Unió SovièticaEdvin Ozolin · Armin Tuyakov · Boris Savchuk · Nikolay Ivanov | 39.8      | RFAHans-Jürgen Felsen · Gert Metz · Dieter Enderlein · Manfred Knickenberg | 39.8      |
| relleus 4x400 m. llisos | PolòniaJan Werner · Edmund Borowski · Stanisław Grędziński · Andrzej Badeński | 3:04.5    | RFAFriedrich Roderfeld · Jens Ulbricht · Rolf Krusmann · Manfred Kinder     | 3:04.8    | RDAJoachim Both · Günter Klann · Michael Zerbes · Wilfried Weiland         | 3:05.7    |
| Marató                  | Jim Hogan (GBR)                                                               | 2:20:04.6 | Aurèle Vandendriessche (BEL)                                                | 2:21:43.6 | Gyula Tóth (HUN)                                                           | 2:22:02.0 |
| 20 km. marxa            | Dieter Lindner (RDA)                                                          | 1:29:25.0 | Vladimir Golubnichiy (URS)                                                  | 1:30:06.0 | Nikolay Smaga (URS)                                                        | 1:30:18.0 |
| 50 km. marxa            | Abdon Pamich (ITA)                                                            | 4:18:42.0 | Genhady Agapov (URS)                                                        | 4:20:01.2 | Aleksandr Shchterbina (URS)                                                | 4:20:47.2 |
| Salt d'alçada           | Jacques Madubost (FRA)                                                        | 2.12 m    | Robert Sainte-Rose (FRA)                                                    | 2.12 m    | Valeriy Skvortsov (URS)                                                    | 2.09 m    |
| Salt amb perxa          | Wolfgang Nordwig (RDA)                                                        | 5.10 m    | Christos Papanikolaou (GRE)                                                 | 5.05 m    | Hervé d'Encausse (FRA)                                                     | 5.00 m    |
| Salt de llargada        | Lynn Davies (GBR)                                                             | 7.98 m    | Íhor Ter-Ovanessian (URS)                                                   | 7.88 m    | Jean Cochard (FRA)                                                         | 7.88 m    |
| Triple salt             | Georgi Stoykovski (BUL)                                                       | 16.67 m   | Hans-Jürgen Rückborn (RDA)                                                  | 16.66 m   | Henrik Kalocsai (HUN)                                                      | 16.59 m   |
| Llançament de pes       | Vilmos Varjú (HUN)                                                            | 19.43 m   | Nikolay Karasev (URS)                                                       | 18.82 m   | Władysław Komar (POL)                                                      | 18.68 m   |
| Llançament de disc      | Detlef Thorith (RDA)                                                          | 57.42 m   | Hartmut Losch (RDA)                                                         | 57.34 m   | Lothar Milde (RDA)                                                         | 56.80 m   |
| Llançament de javelina  | Jānis Lūsis (URS)                                                             | 82.04 m   | Władysław Nikiciuk (POL)                                                    | 81.76 m   | Gergely Kulcsar (HUN)                                                      | 80.54 m   |
| Llançament de martell   | Romuald Klim (URS)                                                            | 70.02 m   | Gyula Zsivotzky (HUN)                                                       | 68.62 m   | Uwe Beyer (RFA)                                                            | 67.28 m   |
| Decatló                 | Werner von Moltke (RFA)                                                       | 7740 pts  | Jörg Mattheis (RFA)                                                         | 7614 pts  | Horst Beyer (RFA)                                                          | 7562 pts  |

### Categoria femenina
| Prova                  | Or                                                                                   | Or       | Plata                                                            | Plata    | Bronze                                                                               | Bronze   |
| 100 m                  | Ewa Kłobukowska (POL)                                                                | 11.5     | Irena Kirszenstein (POL)                                         | 11.5     | Karin Frisch (RFA)                                                                   | 11.8     |
| 200 m                  | Irena Kirszenstein (POL)                                                             | 23.1     | Ewa Kłobukowska (POL)                                            | 23.4     | Vera Popkova (URS)                                                                   | 23.7     |
| 400 m                  | Anna Chmelková (CZE)                                                                 | 52.9     | Antónia Munkácsi (HUN)                                           | 52.9     | Monique Noirot (FRA)                                                                 | 54.0     |
| 800 m                  | Vera Nikolić (YUG)                                                                   | 2:02.8   | Zsuzsa Szabóné Nagy (HUN)                                        | 2:03.1   | Antje Gleichfeld (RFA)                                                               | 2:03.7   |
| 80 m. tanques          | Karin Balzer (RDA)                                                                   | 10.7     | Karin Frisch (RFA)                                               | 10.7     | Elzbieta Bednarek (POL)                                                              | 10.7     |
| relleus 4×100 m llisos | PolòniaElzbieta Bednarek · Danuta Straszynska · Irena Kirszenstein · Ewa Kłobukowska | 44.4     | RFARenate Meyer · Hannelore Trabert · Karin Frisch · Jutta Stöck | 44.5     | Unió SovièticaVera Popkova · Valentina Bolshova · Lyudmila Samotyosova · Renate Laze | 44.6     |
| Salt de llargada       | Irena Kirszenstein (POL)                                                             | 6.55 m   | Diana Yorgova (BUL)                                              | 6.45 m   | Helga Hoffmann (RFA)                                                                 | 6.38 m   |
| Salt d'alçada          | Taisia Chenchik (URS)                                                                | 1.75 m   | Ludmila Komleva (URS)                                            | 1.73 m   | Jarosława Bieda (POL)                                                                | 1.71 m   |
| Llançament de pes      | Nadejda Txijova (URS)                                                                | 17.22 m  | Margitta Gummel (RDA)                                            | 17.05 m  | Marita Lange (RDA)                                                                   | 16.96 m  |
| Llançament de disc     | Christine Spielberg (RDA)                                                            | 57.76 m  | Liesel Westermann (RFA)                                          | 57.38 m  | Anita Hentschel (RDA)                                                                | 56.80 m  |
| Llançament de javelina | Marion Lüttge (RDA)                                                                  | 58.74 m  | Mihaela Peneş (ROM)                                              | 56.94 m  | Valentina Popova (URS)                                                               | 56.70 m  |
| Pentantló              | Valentina Tihomirova (URS)                                                           | 4787 pts | Heide Rosendahl (RFA)                                            | 4765 pts | Inge Exner (RDA)                                                                     | 4713 pts |

## Medaller
| Posició | País           | Or | Plata | Bronze | Total |
| 1       | East Germany   | 8  | 3     | 6      | 17    |
| 2       | Poland         | 7  | 5     | 3      | 15    |
| 3       | Soviet Union   | 5  | 7     | 7      | 19    |
| 4       | France         | 4  | 3     | 7      | 14    |
| 5       | West Germany   | 3  | 10    | 9      | 22    |
| 6       | Italy          | 3  | 0     | 0      | 3     |
| 7       | Great Britain  | 2  | 0     | 0      | 2     |
| 8       | Hungary        | 1  | 4     | 3      | 8     |
| 9       | Bulgaria       | 1  | 1     | 0      | 2     |
| 10      | Yugoslavia     | 1  | 0     | 0      | 1     |
| 10      | Czechoslovakia | 1  | 0     | 0      | 1     |
| 12      | Belgium        | 0  | 1     | 1      | 2     |
| 13      | Greece         | 0  | 1     | 0      | 1     |
| 13      | Romania        | 0  | 1     | 0      | 1     |